# Posto Rosso

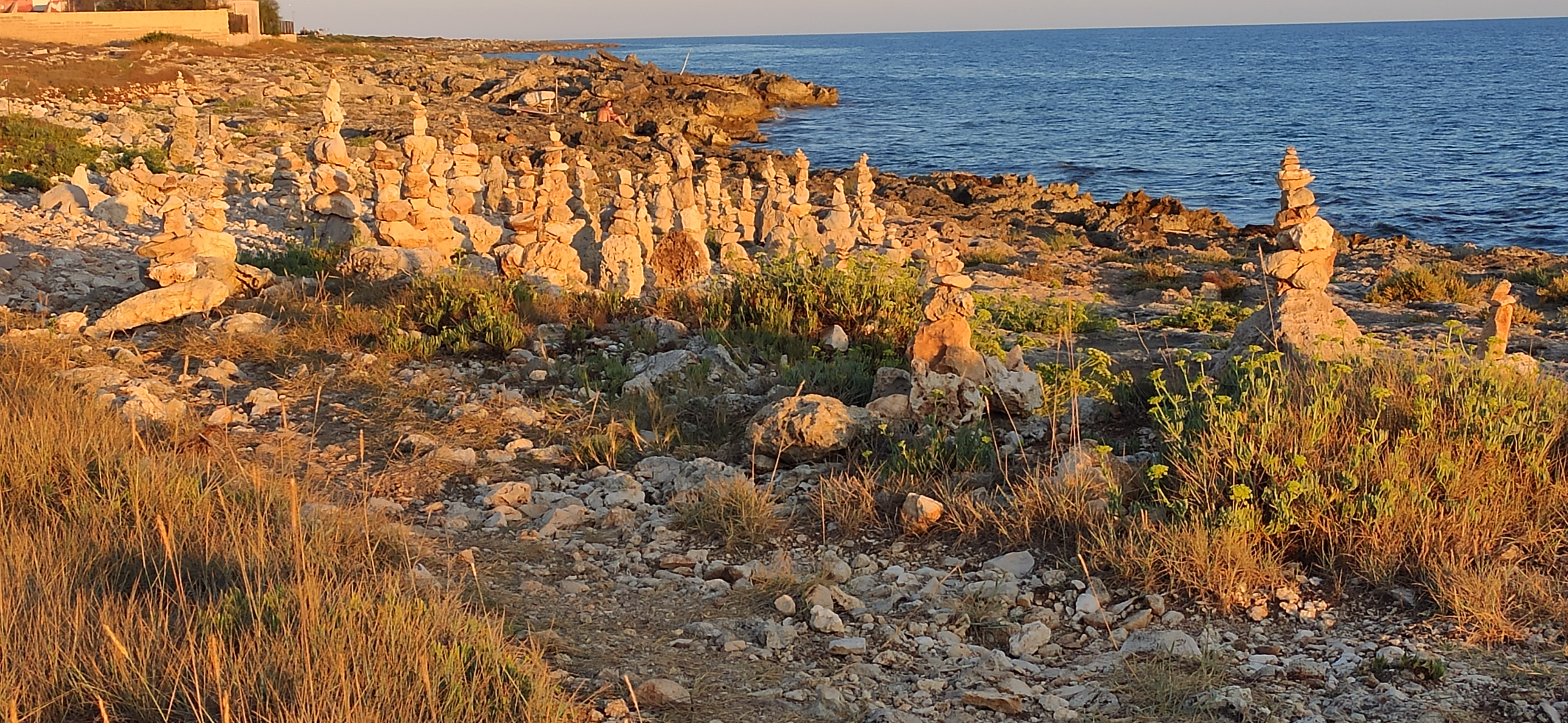
La Baia dei Pinnacoli a Posto Rosso, Marina di Alliste, nel Salento

Posto Rosso è una località balneare della provincia di Lecce e frazione del comune di Alliste. È collocata tra le località di Capilungo e Torre San Giovanni, sul crocevia che dalla litoranea giunge a Felline.
La località, esclusivamente turistica, si è sviluppata soprattutto a partire dagli anni '70, nota anche con il nome di "Cisternella" o "Stella Marina". La costa è caratterizzata da una bassa scogliera facilmente praticabile e da un mare pulito e trasparente.

## Toponomastica
Il nome è dovuto alla presenza sul lato mare di una casa di colore rosso, che le piccole imbarcazioni naviganti sottocosta prendevano come riferimento, ma anche alcuni scogli, nel posto, presentano uno strano colore rossiccio. Posto Rosso è marina di Alliste da via di Torre Sinfonò fino a via Machiavelli (confine con Torre San Giovanni, marina di Ugento) all'interno del territorio comunale.
La località è divenuta nota anche con i nomignoli di "Baia dei Pinnacoli" o "Bosco di Statue" a causa della presenza di un gran numero di esili costruzioni a secco, simili - appunto - a pinnacoli, costruiti sulla costa da un anonimo artista, prevalentemente durante i mesi estivi.